# Raskeskab
Et raskeskab (også raskeanlæg eller raskerum) bruges inden for bagerfaget til gærdeje, da det  forkorter hævetiden med 50 %, samt giver en ensartet hævning af dejene deri.
Skabet er helt eller tilnærmelsesvist luft- og vandtæt (via gummilister på skabsdørene), så indeklimaet er som indstillet på raskeskabsautomaten (se det øverst til højre sorte panel på billedet). Typisk vil det være indstillet til 37 °C og 80 % fugtighed, da det har vist sig, at gæren er mest produktiv i under disse forhold. Det er ikke at sige, at gæren har det bedst ved disse forhold (det ville være 25-30 °C), men skabets primære funktion er at fremskynde gærens kemiske processer. Sekundære funktioner kunne være optøning eller mild opvarmning af deje og andet.

## Stikvognene
De såkaldte stikvogne som ses på billedet, er brugt i bagerier og konditorier, da de kan holde adskillige (13, 15, 18...) bageplader af gangen, for at tillade afbagning f.eks. flere hundrede stykker wienerbrød på én gang.

## Raskeskabets historie
Tekst mangler, hjælp os med at skrive teksten